# Kiedy mężczyzna kocha kobietę
Kiedy mężczyzna kocha kobietę (When a Man Loves a Woman) – amerykański dramat obyczajowy z roku 1994 w reżyserii Luisa Mandokiego.

## Obsada
- Meg Ryan – Alice Green
- Andy García – Michael Green
- Ellen Burstyn – Emily
- Tina Majorino – Jess Green
- Mae Whitman – Casey Green
- Lauren Tom – Amy
- Eugene Roche – Walter
- Gail Strickland – Pam
- Steven Brill – chłopak z Madras
- Philip Seymour Hoffman – Gary
- Joe Drago – Członek grupy AA

## Fabuła
Michael (Andy García) i Alice (Meg Ryan) uchodzą za wzorowe małżeństwo. Mają dwie córki, 9-letnią Jess i 4-letnią Casey. Michael dopiero po kilku latach zauważa, że jego żona nadużywa alkoholu, zwłaszcza gdy jego nie ma w domu. Alice coraz bardziej popada w alkoholizm, zaczyna się zachowywać nieodpowiedzialnie i niszczy harmonijne życie rodziny. Kobieta nie panując nad swoim zachowaniem wszczyna awanturę, posuwa się nawet do rękoczynów wobec córki. Michaelowi w pewnym momencie udaje się przekonać Alice do leczenia w specjalistycznym ośrodku. Mężczyzna wspiera kobietę jak może, nie zapomina o odwiedzinach, opiekuje się córkami i domem. Po leczeniu Alice wraca do domu zupełnie odmieniona, trzeźwa, ale jest bardzo surowa dla swojej rodziny, pokazując swoją siłę i niezależność. Michael nie wytrzymuje tego i wyprowadza się z domu.

## Ścieżka dźwiękowa
When A Man Loves A Woman (Music From The Original Motion Picture Soundtrack) – muzykę do filmu skomponował Zbigniew Preisner, nagrania ukazały się w 1994 roku nakładem wytwórni muzycznej Hollywood Records.
Lista utworów
1. Percy Sledge – „When A Man Loves A Woman” – 2:51
2. Brian Kennedy – „Crazy Love” – 3:47
3. Los Lobos – „El Gusto (Son Huasteco)” – 2:56
4. „Main Title” – 2:00
5. „Garbage Compusion” – 1:27
6. „Homecoming” – 2:23
7. „I Hit Her Hard” – 3:35
8. „Dressing Casey” – 1:23
9. „Gary” – 2:02
10. „Michael Decides” – 0:57
11. „Alice & Michael” – 1:04